# 湖南町福良
湖南町福良（こなんまち ふくら）は、福島県郡山市の大字である。郵便番号は963-1633。

## 地理
郡山市南西部の湖南地区に属する。北で猪苗代湖に面し、北東で湖南町舟津、東で湖南町三代、南東で須賀川市勢至堂、南で岩瀬郡天栄村田良尾、西で湖南町赤津と隣接する。また域内中央部には湖南町馬入新田が存在する。概ね町村制施行以前の安積郡福良村の流れを汲む地域である。一級水系阿賀野川水系菅川流域を主な範囲とする。域内の大半を山林が占め、北側の菅川下流部の平地に田畑が広がり、白河街道（旧国道294号沿線に市街地が位置する。湖南町福良に所在する郡山北警察署福良駐在所、及び湖南町三代に所在する郡山消防署湖南分署がそれぞれ管轄にあたる。

### 主な字
字
- 古町
- 中町
- 荒町
- 舘ノ下
- 屋敷前
- 布引沢
- 北ノ入

- 下大豆田
- 杉ノ前
- 畑ノ前
- 外出
- 境
- 峯崎
- 勝田内前

- 勝田内上
- 前田
- 中浜
- 片岸
- 町浦
- 古町浦
- 高橋

- 穴尾
- 後谷地
- 小枝下
- 寺前
- 弥陀内
- 小栗生
- 大栗生

- 大将地
- 一本木
- 一本木前
- 入宇田
- 大久保
- 伊羅沢
- 樋ノ口

- 浦町前
- 車ノ上
- 台畠
- 炭ノ倉
- 山崎
- 朝日
- 家老

### 山岳
- 高井原山

### 河川・湖沼
一級水系阿賀野川水系
- 菅川
  - 飲水川
  - 箕ヶ沢川
  - 菅滝
- 仲川
  - 外出川

## 歴史
- 1879年1月27日 - 旧会津藩領福良村が福島県内における郡区町村制の施行により安積郡の村となる。
- 1889年4月1日 - 町村制の施行により福良村が馬入新田村と合併し安積郡福良村が発足する。旧福良村域は新たな福良村の大字となる。
- 1955年3月31日 - 福良村と周辺4村との合併により湖南村が発足し、湖南村の大字となる。
- 1965年5月1日 - 湖南村が郡山市、安積郡全町村および田村郡田村町と合併し新たな郡山市が設立され、郡山市の大字となる。

## 世帯数と人口
2024年1月1日現在の世帯数と人口は以下の通りである。
| 大字       | 世帯数  | 人口  |
| ---------- | ------- | ----- |
| 湖南町福良 | 307世帯 | 678人 |

## 小・中学校の学区
市立小・中学校に通う場合、学区は以下の通りとなる。
| 番地 | 小学校             | 中学校             |
| ---- | ------------------ | ------------------ |
| 全域 | 郡山市立湖南小学校 | 郡山市立湖南中学校 |

## 交通

### 道路
- 国道294号
  - 山王峠・山王坂トンネル
  - 福良バイパス
- 福島県道234号舟津福良線
- 福島県道235号羽鳥福良線
  - 馬入峠
- 福島県道236号青松浜線
- 福島県道376号湖南湊線

## 施設
- 福島県立湖南高等学校
- 郡山市湖南公民館
- 青松浜湖水浴場
- 隠津島神社
- 妙見神社
- 福良禰宜諏訪神社